# Висока пословна школа струковних студија Ваљево
Висока пословна школа струковних студија Ваљево је једина државна школа у Колубарском округу и региону, са традицијом дугом четири деценије и исто толико стицаним угледом.

## Историја
Данашња Висока пословна школа струковних студија основана је 1979. године, на иницијативу Извршног савета Скупштине Општине Ваљево као Виша економско-правна школа са седиштем у Ваљеву у улици Вука Караџића 3а, где се и данас налази. Школа је, на почетку свог рада, имала економски и правни одсек. Први директор школе био је Зоран Јевтић, професор математике. Простор и наставници били су делом заједнички са постојећом Вишом школом за образовање радника чији је директор био Др Милан Сикирица, а стручна служба је у потпуности била заједничка. Већ 1980. године ове две школе обједињене су у Вишу школу усмереног образовања “Прота Матеја Ненадовић“, чији је први директор био Др Милан Сикирица. Године 1981. Виша школа добила је и свог првог дипломца, Мирослава Ракића, који је дипломирао на економском одсеку. Године 1984, програмом рационализације престају са радом сви одсеци некадашње Више школе за образовање радника, као и Правни одсек Више школе усмереног образовања “Прота Матеја Ненадовић“. У школи остаје само Економски одсек и 1987. године школа се преображава у Вишу економску школу “Прота Матеја Ненадовић“. Њен први директор је мр Оливера Николић, која на том положају остаје све до марта 2005. године. Одлуком Владе РС из 1993. године, Виша економска школа “Прота Матеја Ненадовић“ мења оснивача и од општинске постаје државна школа.
Од школске 2001/2002. године започете су интензивне припреме за трансформацију Школе у савремену образовну установу. Овај процес подстакнут је потребом за укључивањем у болоњски процес и јединствени европски простор високог образовања. Школа је у 2001. започела интензивну сарадњу са већим бројем европских високошколских установа које имају искуства са струковним студијама и акредитацијом. Резултат интензивног рада на трансформацији Школе био је увођење трогодишњих студијских програма: Електронско пословање и Менаџмент предузећа од школске 2002/2003. године. Већ наредне школске године активирају се и студијски програми Банкарство и осигурање и Рачуноводство и ревизија.
У школској 2006/2007. години Виша економска школа “Прота Матеја Ненадовић“ је у складу са новим Законом о високом образовању спровела све неопходне активности и послове везане за припрему документације прописане за акредитацију. Већ у јулу 2007. године Школи је издата дозвола за рад. Дозволом је утврђено да школа наставља да ради као Висока пословна школа струковних студија (ВИПОС) и да реализује студијске програме Електронско пословање, Банкарство и осигурање и Маркетинг и трговина. У поменутом периоду, директор школе је била мр Весна Марковић Архивирано на веб-сајту  (15. фебруар 2019), која на челу установе остаје до октобра 2015. године. У новембру 2009. године Школа је добила акредитацију студијског програма специјалистичких струковних студија, Пословна информатика.
У складу са Законом о високом образовању, Комисија за акредитацију и проверу квалитета РС, 2012. године доноси Уверење за акредитацију високошколске установе и студијских програма: ПОСЛОВНА ЕКОНОМИЈА са модулима Финансије, банкарство и осигурање, Маркетинг и трговина и Рачуноводство, ревизија и порези и студијског програма ПОСЛОВНА ИНФОРМАТИКА. Две године касније, 2014, Комисија за акредитацију и проверу квалитета РС доноси Уверење за акредитацију студија на даљину: ПОСЛОВНА ЕКОНОМИЈА Архивирано на веб-сајту  (15. фебруар 2019) са 2 модула (студије на даљину) и ПОСЛОВНА ИНФОРМАТИКА Архивирано на веб-сајту  (15. фебруар 2019) (студије на даљину).
Дана 07.07.2017. године, у процесу реакредитације, Комисија доноси два Уверења о акредитацији студијског програма ПОСЛОВНА ЕКОНОМИЈА Архивирано на веб-сајту  (15. фебруар 2019)са четири модула: -Финансије, банкарство и осигурање -, - Рачуноводство, ревизија и порези -, - Маркетинг, трговина и туризам -, - Агроекономија и рурални развој -, и друго Уверење којим је акредитован студијски програм ПОСЛОВНА ИНФОРМАТИКА Архивирано на веб-сајту  (15. фебруар 2019).
Дана 29.09.2017. године, Комисија за акредитацију и проверу квалитета РС доноси Одлуку и Уверење о акредитацији студијског програма МАСТЕР СТРУКОВНИХ СТУДИЈА. Акредитован је студијски програм мастер струковних студија: – ПОСЛОВНА ЕКОНОМИЈА И ИНФОРМАТИКА у оквиру поља друштвено хуманистичких наука.

## Студијски програми

### Основне струковне студије
Изводе се у трајању од три године и обухватају два студијска програма:
- Пословна економија Архивирано на веб-сајту  (15. фебруар 2019)
- Пословна информатика Архивирано на веб-сајту  (15. фебруар 2019)

#### Пословна економија
Циљеви студијског програма Пословна економија
Циљеви на којима се заснива студијски програм Пословна економија усклађени су са основним постулатима Болоњског процеса као и са Законом о високом образовању (одговарајући избор програмских садржаја, менторски приступ, прилагођеност програмских садржаја захтевима тржишта и слично), при чему се уважавају и основне специфичности струковних студија чије је главно обележје практична оријентација студијских програма. На овом студијском програму студенти се могу определити за један од четири модула:
- Финансије, банкарство и осигурање
- Рачуноводство, ревизија и порези
- Маркетинг, трговина и туризам
- Агроекономија и рурални развој

#### Пословна информатика
Циљеви студијског програма Пословна информатика
Циљеви на којима се заснива студијски програм Пословна информатика оријентисани су ка стицању напредних стручних знања која се односе на теорије и принципе информатике и информационих система и њихово вредновање, критичко разумевање и примену у пословању. Стицање стручних и практичних знања и вештина из области информационих система и технологија, као и маркетинга, менаџмента, финансија, неопходних за успешно обављање послова у области пословне информатике у предузећима, банкама и институцијама. Оспособљавање студената да анализирају и вреднују различите концепте, моделе и принципе који се у великом броју појављују у теорији и пракси пословне информатике, за решавање сложених проблема из области пословне информатике у реалном пословном окружењу.

### Мастер струковне студије
Изводе се у трајању од две године на студијском програму Пословна економија и информатика Архивирано на веб-сајту  (19. фебруар 2019).
Циљеви студијског програма
Циљ студијског програма је оспособљавање студената за обављање сложенијих послова у области пословне економије и пословне информатике. Посебан акценат ставља се на оспособљавање за разноврсне послове и нове задатке који се појављују у малим и средњим предузећима. Студенти ће нарочито бити оспособљени да препознају, сниме, анализирају и формулишу проблеме у пословању предузећа и институција, као и да организују и на друге начине учествују у њиховом решавању.
У области пословне економије студенти ће бити оспособлјени да уочавају и решавају проблеме у јавним и приватним организацијама из области маркетинга, рачуноводства, пореза и пореског поступка; да се упознају са финансијама корпорације и да овладају методама и техникама финансијског управљања, као и да израде извештаје уз примену стандардног и специјализованог апликативног софтвера.
У области пословне информатике студенти ће бити оспособљени за примену стеченог информатичког знања у пракси за решавање пословних проблема у новом или непознатом окружењу, применом информационих технологија и пословног апликативног софтвера (самостално и у сарадњи са другим информатичким стручњацима), као и да препознају информатичке потребе и предложе модификације и побољшања информатичких решења на основу доступних информација и усвојених критеријума.

## Сарадња
Од 2001. године Школа интензивно сарађује са већим бројем сродних европских високошколских институција. Циљ сарадње је упознавање са студијским програмима и начином њиховог реализовања, како би се применила њихова добра искуства и побољшали студијски програми и наставни процес. У претходном периоду реализован је већи број студијских посета професора и студената Школе европским високошколским установама у Немачкој, Грчкој, Енглеској и Италији:
- Duale Hochschule Baden-Württemberg Stuttgart Архивирано на веб-сајту  (30. април 2016) (Cooperative State University), Germany
- Duale Hochschule Baden-Württemberg Mosbach (Cooperative State University), Germany
- Business School Bad Mergentheim , Germany
- Hochschule Heilbron (University of Applied Sciences), Heilbronn , Germany
- Leeds Metropolitan University, Leeds, UK
- Management and Language Specialists College, Bournemouth Архивирано на веб-сајту  (26. април 2016) , UK
- City College , Affiliated Institution of University of Sheffield in UK , Greece
- Technological Educational Institution Thessaloniki, Thessaloniki , Greece
- Faculty of Economics, University of Bologna, Italy
- Faculty of Economics and Business Administration, Sofia University of „Kliment Ohridski“, Bulgaria
- GTZ (Gesellschaft für Technische Zusammenarbeit), Germany

У оквиру међународне сарадње Школу је посетио већи број гостујућих професора са Универзитета за кооперативно образовање из Штутгарта и Мозбаха и Лидс Метрополитан Универзитета.
Године 2002. свечаном почетку школске године је присуствовао и пожелео успешне студије првој генерацији студената на трогодишњим студијским програмима директор Универзитета за кооперативно образовање Штутгарт, професор др Валтер Шнајдер.
Први Меморандум о сарадњи са Универзитетом за кооперативно образовање Штутгарт потписан је 2003. године, а правци даље сарадње биће обухваћени новим Меморандумом за 2009/2010. годину.
Значајан допринос у побољшању студијских програма, по обављеној анализи даје и ЦИМ експерт професор др Бернард Штал из Немачке који је боравио и радио у школи од 2004. до 2008. године.
У овом периоду интензивне међународне сарадње више пута у Школи су боравили професори др Мери-Пол Шерд са Лидс Метрополитан Универзитета и др Јоаким Вебер са Универзитета за кооперативно образовање Штутгарт. Примарни циљ посета је била конкретизација наредних корака у будућој сарадњи везаних за размену искустава у евалуацији и обезбеђењу квалитета, реализацији стручне праксе и практичних садржаја, континуираног праћења, испитивања и оцењивања студената, учешћау заједничким пројектима, могућност наставка студија наших студената на мастер програмима у Немачкој и Великој Британији итд.
Сарадња са Немачком организацијом за техничку сарадњу почела је 2003. године пројектом Трансформација виших пословних школа у Србији. У оквиру овог пројекта постављен је концепт Виртуелног предузећа, опремљена савремена лабораторија за исто. Такође, одржан је већи број обука за професоре Школе из различитих области, са циљем побољшања наставног процеса, примене нових метода и употребе најсавременије литературе у настави а све у функцији мотивације студената и ефикаснијег студирања. Године 2004. професор др Винфрид Хајнрихсон са Пословне школе из Келна одржао је два семинара „ТОПСИМ општи менаџмент“ за наставнике виших пословних школа Србије. Обука је имала за циљ примену ТОПСИМА у настави.
Успешна сарадња се наставља и у 2007. години када започет рад на већ поменутом Пројекту увођења студијског програма “Међународна пословна администрација“ у високим струковним школама. У периоду од маја до новембра 2009. године, у оквиру пројекта “Међународна пословна администрација“ одржано је пет радионица у којима су учествовало преко тридесет професора високих пословних школа из Ваљева, Блаца и Новог Сада, а предавачи су били професори из Немачке и Велике Британије. Теме досадашњих предавача су биле фокусиране на дефинисање структуре студијског програма и исхода учења, као и модерне методе у активно оријентисаној настави.
У међународној сарадњи, у овом периоду, активно су учествовали и студенти Школе. Уз поменуте континуиране студијске посете најбољих студената од 2003. године до данас Универзитету за кооперативно образовање Штутгарт и двонедељне боравке студената на Пословној школи Бад-Мергентхајм Универзитет за кооперативно образовање Мозбах, у Школи је одржана вишедневна радионица “Интернационално регрутовање кадрова“ коју је за групу најбољих студената трогодишњих студија водио проф. др Маркус Бранденбургер из компаније Нестле из Немачке (сада професор на Универзитету за кооперативно образовање Баден Виртемберг Манхајм).
Меморандум о сарадњи са Универзитетом за кооперативно образовање Штутгарт предвиђа и могућност доласка немачких студената у краће студијске посете Школи и предузећима у нашем региону, а реализација је планирана за школску 2009/2010. године.